# Bernhard Gringmuth
Bernhard Gringmuth (* 11. Februar 1823 in Glogau; † 8. Februar 1884 in Berlin) war ein deutscher evangelischer Theologe und Politiker.

## Leben
Als Sohn eines Justizsekretärs geboren, studierte Gringmuth nach dem Besuch der Gymnasien in Glogau, Görlitz und Liegnitz Evangelische Theologie in Breslau und Halle. Während seines Studiums wurde er 1843/44 Mitglied der Burschenschaft Raczeks Breslau. 1855 wurde er ordiniert und war dann bis 1871 Pfarrer in Konradswaldau im Kreis Schönau. 1871 wurde er Pastor in Groß Kirchen im Landkreis Lüben. 1862 bis 1866 und 1873 bis 1882 war er Abgeordneter im Preußischen Abgeordnetenhaus (Wahlkreis in Liegnitz; Rechte/Grabow, später Linkes Zentrum).